# Bert Prijs
Bert Prijs (Kloosterhaar, 29 juli 1956) is een voormalig Nederlands voetballer. Hij speelde in het Nederlandse betaalde voetbal voor SC Heracles. 

## Loopbaan
Hij begon met voetballen bij zaterdagclub VV Kloosterhaar in zijn geboortedorp. Hij maakte deel uit van de Twentse jeugdselecties en stapte over naar FC Twente waarvoor hij in anderhalf jaar alleen als jeugdspeler in actie kwam.
Prijs werd op 18-jarige leeftijd in december 1974 aangetrokken door Heracles. Hij maakte als invaller zijn debuut in de uitwedstrijd tegen SC Heerenveen op 22 december 1974.
Hij kwam ruim tien seizoenen uit voor Heracles waarin hij 244 competitieduels speelde.
Medio 1984 vertrok hij naar de amateurs van DETO in Vriezenveen. Bij deze zaterdagclub, die speelde op het hoogste niveau (eerste klasse), vonden meer ex-profvoetballers onderdak. Bert Prijs was enkele jaren aanvoerder van DETO en stopte als 35-jarige in 1991 als actief voetballer.

## Wedstrijdstatistieken
| Seizoen | Club            | Competitie     | wed. | goals |
| ------- | --------------- | -------------- | ---- | ----- |
| 1974/75 | Heracles Almelo | Eerste divisie | 17   | 0     |
| 1975/76 | Heracles Almelo | Eerste divisie | 17   | 1     |
| 1976/77 | Heracles Almelo | Eerste divisie | 24   | 2     |
| 1977/78 | Heracles Almelo | Eerste divisie | 35   | 5     |
| 1978/79 | Heracles Almelo | Eerste divisie | 26   | 2     |
| 1979/80 | Heracles Almelo | Eerste divisie | 25   | 4     |
| 1980/81 | Heracles Almelo | Eerste divisie | 29   | 1     |
| 1981/82 | Heracles Almelo | Eerste divisie | 28   | 0     |
| 1982/83 | Heracles Almelo | Eerste divisie | 30   | 0     |
| 1983/84 | Heracles Almelo | Eerste divisie | 13   | 0     |
| Totaal  | Totaal          | Totaal         | 244  | 15    |